# ジェノサイド的虐殺
ジェノサイド的虐殺 （英:  Genocidal massacre)という用語は、アフリカの社会学者レオ・クーパー(1908-1994年)によって導入されたもので、ルワンダ虐殺などの大規模なジェノサイドと比較すると規模が小さい事件を指す。 

## 「ジェノサイド的虐殺」概念をめぐる議論
1982年、レオ・クーパーは、「genocidal massacres (ジェノサイド的虐殺）とは、例えば村全体を全滅させるなど、集団の一部（男性、女性、子供）を絶滅させるという特徴をもって表現されるとした。また、クーパーは、ジェノサイド的虐殺という基本概念を維持することが重要であり、国際的に認められた定義と何らかの行動の根拠となりうるジェノサイド条約が存在する以上、まったく新しい定義を作ることは役に立たないと主張した。クーパーは、基本的にすべての大量殺戮（mass killing）はジェノサイドであるが、同時に、より限定された範囲の大量殺戮を指し示すために「massacre （虐殺)」という言葉を追加して、genocidal massacres (ジェノサイド的虐殺）という言い方ができると主張した。
イスラエル・チャーニーは、ジェノサイド的虐殺とは、ジェノサイドの定義のなかに包括されるMass killing (大量虐殺)であるが、そのmass murder (大量殺害）は比較すると小規模なものであるとする。
ウィリアム・シャバスは2000年に、ジェノサイド的虐殺は、国際法では人道に対する罪として、また戦時国際法でいう戦争犯罪となる場合があると指摘している。ただし、シャバスは、人道に対する罪は「広範囲または組織的」でなければならないし、戦争犯罪は通常「特に計画または政策の一環として、またはそのような犯罪の大規模な実行の一環として犯された場合」と、厳格な基準を満たさなければならないため、個々の行為に対する国際的な訴追はローマ規程の対象ではないと指摘している
ベン・キアナンによれば、1948年の条約では言及されていないジェノサイド的虐殺は、より大きな集団に属しているという理由で標的とされた、特定の地域のコミュニティを対象とした短期間で限定的な殺戮を指す。キアナンは、ジェノサイド条約で定義されるジェノサイドにはあてはまらない政治的集団や社会階級集団に対するgenocidal massacres (ジェノサイド的虐殺）も、現地法や国際法での人道に対する罪にあてはまる場合があると指摘している。ただし、加害者の意図がジェノサイドではない虐殺はグレーゾーンであるとも指摘する。
ベン・キアナンによれば、帝国主義的権力は帝国内の扱いにくい少数派を支配するためにしばしば大量虐殺を犯してきた。例えば、紀元68年のユダヤ・ローマ戦争で、ローマ軍騎兵隊総督ティベリウス・ユリウス・アレクサンダーはユダヤ人虐殺を命じ、人々の嘆願を聞き虐殺を停止するまでに、年齢や性別に関係なく約5万人が殺害された。
また、キアナンは、虐殺・殺害 (the killings)は、ジェノサイドのように国家によって組織される必要はないと指摘し、以下の事例を挙げている。
- 1577年のスコットランドスカイ島のマクラウド氏族が、フランシス洞窟でアイグ島の住民を虐殺し、翌年の報復でマクドナルド氏族がトランパン(Trumpan)教会でマクラウド氏族の信徒を焼き殺し、その後にスポイリング・ダイクの戦いが続いた[10]。
- 2002年2月27日、アヨーディヤーから戻る途中のヒンズー教徒の巡礼者を乗せた列車が停車したプラットフォームでイスラム教徒の物売りと口論になり、その後列車が炎上（または放火ともいう）し、59人が死亡した。翌日からヒンズー教徒が報復でイスラム教徒居住地区を襲撃したグジャラート暴動が起こり、イスラム教徒790人とヒンズー教徒254人が死亡し、最終的には2000人以上が死亡した[11]

## 批判
ハーシュは、宗教紛争の文脈で虐殺事件を「ジェノサイド的」と語ることは、国家、宗教、または人種間のあらゆる紛争とジェノサイドを同一視し、その結果、ジェノサイドの概念を薄める危険があると指摘しており、アーヴィング・ルイス・ホロウィッツは、ハーシュの指摘を踏まえて、クーパーがインド分割と北アイルランド紛争の間のコミュニティ間の暴力を説明するために「ジェノサイド的虐殺」という用語を使用したことを批判している。

## 「部分的ジェノサイド」
ロバート・メルソンは、ジェノサイド的虐殺を partial genocide （部分的ジェノサイド）として分類している。